# 3000 metri siepi
I 3 000 metri siepi sono una specialità sia maschile sia femminile dell'atletica leggera, che fa parte del programma olimpico.
La specialità sembra sia nata nel 1850 da un'idea di alcuni studenti di un college di Oxford, i quali pensarono ad una competizione podistica nella quale gli atleti avrebbero dovuto superare barriere e pozze d'acqua.
La proposta ebbe successo tanto che la disciplina venne inserita nei Giochi olimpici di Parigi 1900. Inizialmente la distanza da percorrere era 2500 metri ma nel 1920 si decise di optare per la lunghezza che si corre tutt'oggi, ovvero 3000 metri. Il primo record ufficialmente ratificato fu quello dell'ungherese Sándor Rozsnyói che nel 1954 lo fissò in 8'49"6.

## Caratteristiche

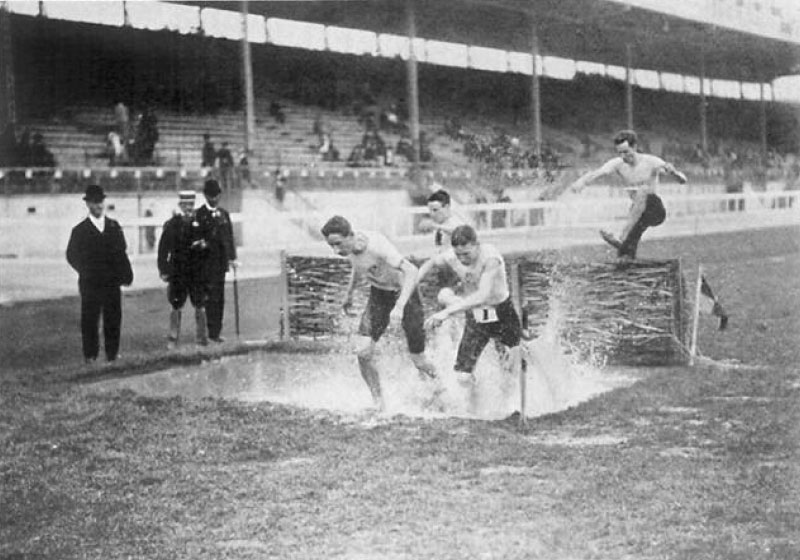
Il passaggio della riviera ai Giochi olimpici di

Gli atleti devono percorrere 3000 m in pista, con la difficoltà, rispetto ai 3000 metri piani, di dover saltare 35 ostacoli alti 91 centimetri (76 per le donne), di cui 28 normali e 7 con l'acqua: 5 per ognuno dei 7,5 giri da 400 m da effettuare. Dei 5 ostacoli del giro, quattro sono barriere mobili (ma stabilizzate da pesanti supporti di ferro) posizionate sulla pista, mentre il penultimo ostacolo consiste in una barriera simile seguita da una vasca piena d'acqua, scavata all'interno della pista, da cui gli atleti devono uscire.
La vasca, detta riviera, misura 3,66 × 3,66 metri a profondità variabile, in quanto il pavimento della vasca è inclinato; per questo motivo la profondità dell'acqua diminuisce in altezza via via che ci si allontana dalla rampa. Tutte queste caratteristiche fanno sì che i 3000 m siepi siano considerati una gara di mezzofondo che contempla anche particolari aspetti tecnici, legati a siepi e riviere da superare.
Quasi tutte le moderne piste d'atletica hanno la riviera piazzata all'interno della seconda curva (il che comporta che il giro misuri leggermente meno di 400 m). In passato era comune trovare la riviera all'esterno della curva, soluzione più scomoda in quanto restringe notevolmente il raggio della curva stessa, questa particolarità la si può trovare sulla pista di Taegu.
In campo maschile, negli ultimi 30 anni, gli atleti del Kenya hanno esercitato un dominio pressoché assoluto, mentre tra le donne inizialmente sono state protagoniste soprattutto le atlete dell'Europa orientale. La gara dei 3000 siepi femminile è stata una delle ultime discipline introdotte nel calendario dell'atletica leggera.
Una variante della gara è rappresentata dai 2000 metri siepi: corsi molto di rado dalle categorie assolute, sono una distanza standard per la categoria under 18.

## Record

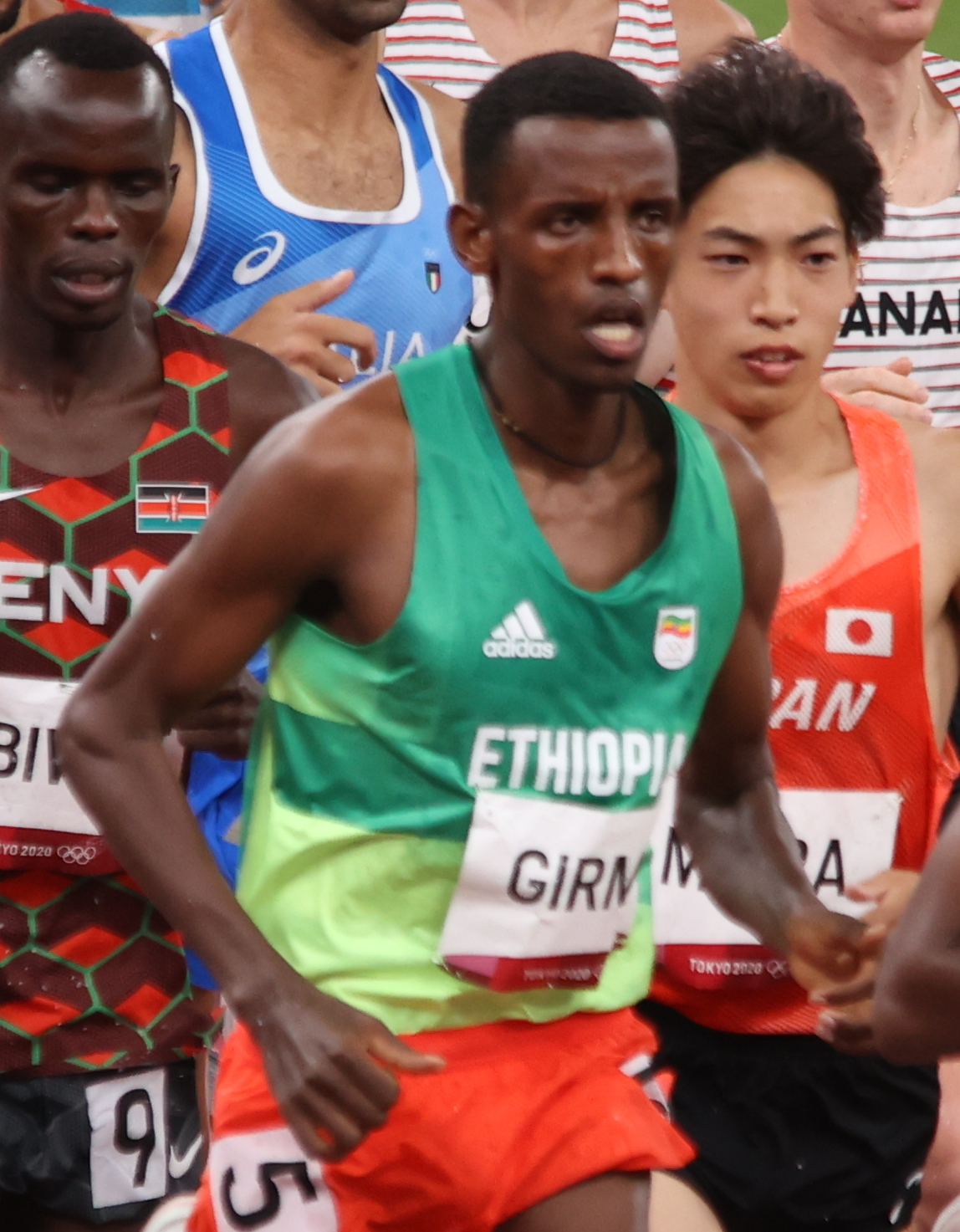
Lamecha Girma, detentore del record mondiale maschile

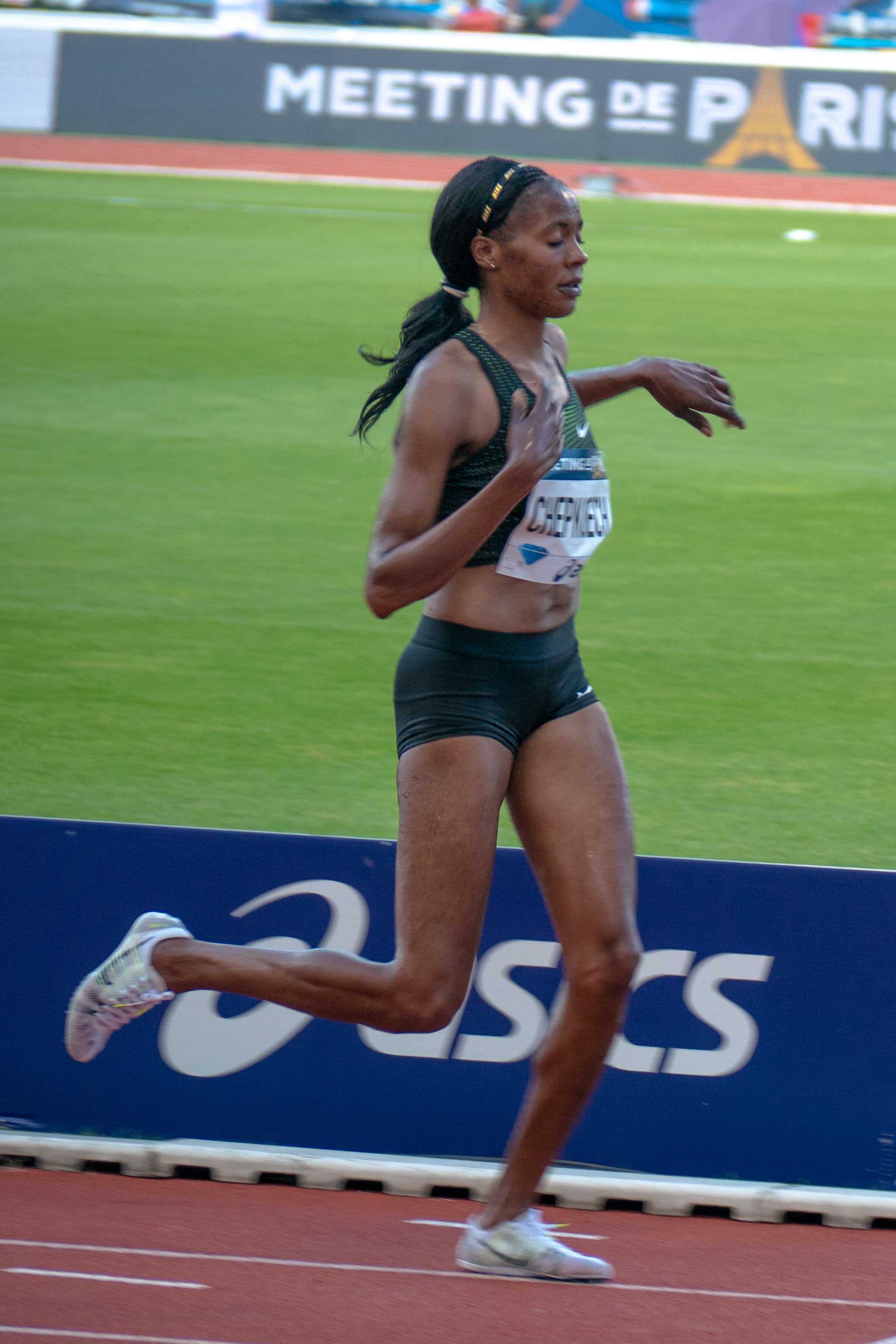
Beatrice Chepkoech, primatista mondiale femminile

L'attuale record mondiale maschile della specialità è di 7'52"11, fatto registrare dall'etiope Lamecha Girma il 9 giugno 2023 a Parigi, mentre quello femminile è di 8'44"32, stabilito dalla keniota Beatrice Chepkoech il 20 luglio 2018 nel Principato di Monaco.

### Maschili
Statistiche aggiornate al 30 settembre 2024.
|                             | Tempo   | Atleta                      | Luogo          | Data             |
| --------------------------- | ------- | --------------------------- | -------------- | ---------------- |
| Record mondiale             | 7'52"11 | Lamecha Girma               | Parigi         | 9 giugno 2023    |
| Record olimpico             | 8'03"28 | Conseslus Kipruto           | Rio de Janeiro | 17 agosto 2016   |
| Record africano             | 7'52"11 | Lamecha Girma               | Parigi         | 9 giugno 2023    |
| Record asiatico             | 7'53"63 | Saif Saaeed Shaheen         | Bruxelles      | 3 settembre 2004 |
| Record europeo              | 8'00"09 | Mahiedine Mekhissi-Benabbad | Saint-Denis    | 6 luglio 2013    |
| Record nord-centroamericano | 8'00"45 | Evan Jager                  | Saint-Denis    | 4 luglio 2015    |
| Record oceaniano            | 8'09"64 | Geordie Beamish             | Parigi         | 7 luglio 2024    |
| Record sudamericano         | 8'14"41 | Wander Moura                | Mar del Plata  | 22 marzo 1995    |

### Femminili
Statistiche aggiornate al 30 settembre 2024.
|                             | Tempo   | Atleta                  | Luogo       | Data           |
| --------------------------- | ------- | ----------------------- | ----------- | -------------- |
| Record mondiale             | 8'44"32 | Beatrice Chepkoech      | Monaco      | 20 luglio 2018 |
| Record olimpico             | 8'52"76 | Winfred Yavi            | Parigi      | 6 agosto 2024  |
| Record africano             | 8'44"32 | Beatrice Chepkoech      | Monaco      | 20 luglio 2018 |
| Record asiatico             | 8'44"39 | Winfred Yavi            | Roma        | 30 agosto 2024 |
| Record europeo              | 8'58"67 | Alice Finot             | Parigi      | 6 agosto 2024  |
| Record nord-centroamericano | 8'57"77 | Courtney Frerichs       | Eugene      | 21 agosto 2021 |
| Record oceaniano            | 9'14"28 | Genevieve LaCaze        | Saint-Denis | 27 agosto 2016 |
| Record sudamericano         | 9'24"38 | Tatiane Raquel da Silva | Watford     | 11 giugno 2022 |

Legenda:
: record mondiale
: record olimpico
: record africano
: record asiatico
: record europeo
: record nord-centroamericano e caraibico
: record oceaniano
: record sudamericano

## Migliori atleti

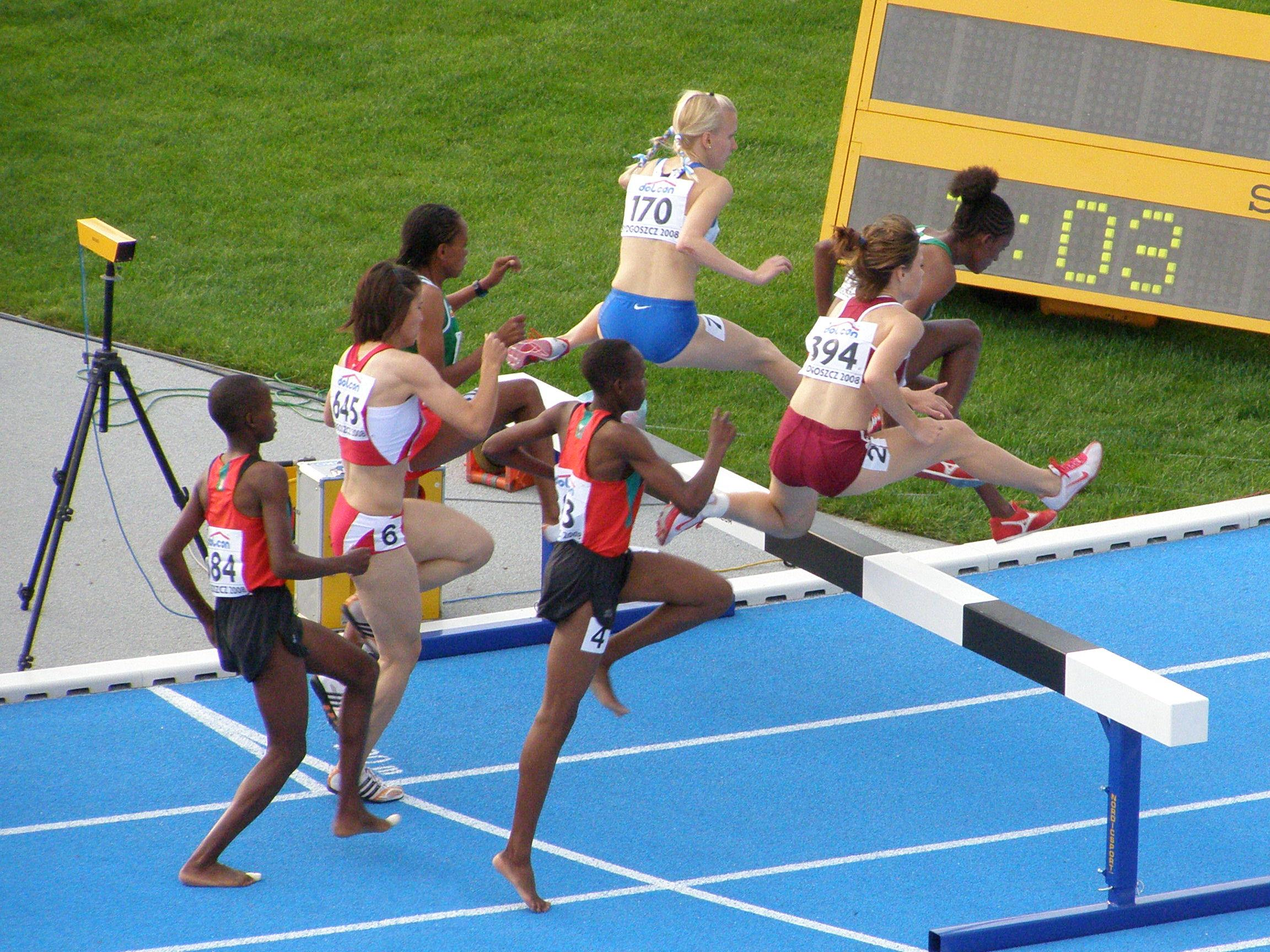
Una fase di gara dei 3000 m siepi femminili

### Maschili
Statistiche aggiornate al 9 giugno 2023.
|     | Tempo   | Atleta              | Luogo     | Data             |
| --- | ------- | ------------------- | --------- | ---------------- |
| 1.  | 7'52"11 | Lamecha Girma       | Parigi    | 9 giugno 2023    |
| 2.  | 7'53"63 | Saif Saaeed Shaheen | Bruxelles | 3 settembre 2004 |
| 3.  | 7'53"64 | Brimin Kipruto      | Monaco    | 22 luglio 2011   |
| 4.  | 7'54"31 | Paul Kipsiele Koech | Roma      | 31 maggio 2012   |
| 5.  | 7'55"28 | Brahim Boulami      | Bruxelles | 24 agosto 2001   |
| 6.  | 7'55"72 | Bernard Barmasai    | Colonia   | 24 agosto 1997   |
| 7.  | 7'55"76 | Ezekiel Kemboi      | Monaco    | 22 luglio 2011   |
| 8.  | 7'56"16 | Moses Kiptanui      | Colonia   | 24 agosto 1997   |
| 9.  | 7'56"68 | Soufiane el-Bakkali | Rabat     | 28 maggio 2023   |
| 10. | 7'56"81 | Richard Mateelong   | Doha      | 11 maggio 2012   |

### Femminili
Statistiche aggiornate al 30 settembre 2024.
|     | Tempo   | Atleta             | Luogo       | Data           |
| --- | ------- | ------------------ | ----------- | -------------- |
| 1.  | 8'44"32 | Beatrice Chepkoech | Monaco      | 20 luglio 2018 |
| 2.  | 8'44"39 | Winfred Yavi       | Roma        | 30 agosto 2024 |
| 3.  | 8'48"03 | Peruth Chemutai    | Roma        | 30 agosto 2024 |
| 4.  | 8'52"78 | Ruth Jebet         | Saint-Denis | 27 agosto 2016 |
| 5.  | 8'53"02 | Norah Jeruto       | Eugene      | 20 luglio 2022 |
| 6.  | 8'54"61 | Werkuha Getachew   | Eugene      | 20 luglio 2022 |
| 7.  | 8'55"15 | Faith Cherotich    | Parigi      | 6 agosto 2024  |
| 8.  | 8'56"08 | Mekides Abebe      | Eugene      | 20 luglio 2022 |
| 9.  | 8'57"35 | Jackline Chepkoech | Londra      | 23 luglio 2023 |
| 10. | 8'57"77 | Courtney Frerichs  | Eugene      | 21 agosto 2021 |